# National Retail Federation
Die National Retail Federation (NRF) ist der weltweit größte Einzelhandelsverband. Mitglieder sind Kaufhäuser, Fachgeschäfte, Discount-, Katalog-, Internet- und unabhängige Einzelhändler, Lebensmittelhandels- und Restaurantketten sowie Unternehmen, die Waren und Dienstleistungen für Einzelhändler bereitstellen, wie Lieferanten und Technologieanbieter. Die NRF repräsentiert eine Branche, die mehr als 1,6 Millionen US-Einzelhandelsunternehmen mit mehr als 24 Millionen Beschäftigten und 2005 einen Umsatz von 4,4 Billionen US-Dollar umfasste. Die NRF ist auch eine Dachorganisation, die mehr als 100 Verbände von Einzelhändlern auf bundesstaatlicher, nationaler und internationaler Ebene vertritt.

## Konferenzen
Jeder Bereich der NRF hält eine oder mehrere Konferenzen im Jahr ab. Zusätzlich veranstaltet die NRF eine jährliche Konferenz. Das wichtigste Ereignis der NRF ist die BIG Show des Einzelhandels, die üblicherweise im Januar in New York City stattfindet.